# Коста (Удине)
Коста (итал. Costa) је насеље у Италији у округу Удине, региону Фурланија-Јулијска крајина.
Према процени из 2011. у насељу је живело 51 становника. Насеље се налази на надморској висини од 564 м.